# Type 4 (fuzil)
O fuzil Type 4, muitas vezes referido como o fuzil Type 5, (em japonês:  四式自動小銃, transl. Yon-shiki Jidōshōju) foi um fuzil semiautomático experimental japonês. Foi baseado no americano M1 Garand, porém com um carregador integrado de 10 munições e com câmara para o cartucho japonês 7,7×58mm Arisaka. Enquanto o Garand usava um pente em bloco de 8 munições, o carregador integrado do Type 4 era carregado com dois pentes em tira de 5 munições (10 no total) e o fuzil também usava miras tangentes no estilo japonês.
O Type 4 foi desenvolvido ao lado de vários outros fuzis semiautomáticos experimentais. No entanto, nenhum dos fuzis entrou em serviço antes do fim da Segunda Guerra Mundial, com apenas 250 sendo fabricados, e muitos outros nunca foram montados. Houve vários problemas com sistemas de bloqueio e alimentação, o que também atrasou seus testes.